# Film Quarterly
Film Quarterly è una rivista accademica cinematografica statunitense, pubblicata dalla University of California Press a Berkeley.
La prima edizione risale al 1945, quando era conosciuta con il nome di Hollywood Quarterly; successivamente, nel 1951, venne rinominata The Quarterly of Film Radio and Television, mentre assunse il titolo in uso nel 1958.
La rivista si dedica all'analisi del cinema internazionale, sia per quanto riguarda pellicole datate che per successi contemporanei.
Soggetta a revisione paritaria, pubblica articoli anche in riferimento a documentari, film d'animazione, indipendenti, d'avanguardia e sperimentali.